# Dorothea Blostein
Dorothea Blostein née Haken est une informaticienne canadienne, professeur d'informatique à l'Université Queen's. 
Elle a travaillé en vision par ordinateur analyse d'image et réécriture de graphes ; elle est connue comme l’un des auteurs du Master theorem pour la résolution des formules de récurrence  qui apparaissent dans l'évaluation de la complexité en temps des méthodes diviser pour régner. Elle s'intéresse principalement à la biomécanique et à la tenségrité adaptative, et à la reconnaissance de graphes et la classification de documents. 

## Carrière
Dorothea Blostein est la fille du mathématicien Wolfgang Haken ; pendant qu'elle était étudiante undergraduate, elle a participé à la vérification des multiples cas dans la démonstration du théorème des quatre couleurs. Elle effectue ses études undergraduate à l'Université de l'Illinois à Urbana-Champaign, et obtient un  B. Sc. en 1978, puis elle obtient une M. Sc. à l'Université Carnegie-Mellon en 1980. Elle retourne à l'Université de l'Illinois pour sa thèse de doctorat, et elle obtient un Ph. D. en 1987 sous la direction de Narendra Ahuja (en),. 
Depuis 1988, elle est membre de la School of Computing à l'Université Queen's. 
Dorothea Blostein a été conférencière invitée à la  Conferences on Intelligent Computer Mathematics (CICM) à Grand Bend, Ontario, en 2009. Elle a été nommée pour le Best Paper Award pour l'article « Validating the Use of Topic Models for Software Evolution » écrit avec S. W. Thomas, B. Adams, et A. E. et paru dans les actes du 10th IEEE International Working Conference on Source Code Analysis and Manipulation (SCAM), 2010, pages 55-64.
Son mari, Steven D. Blostein, est professeur de génie électrique et d'informatique à l'Université Queen's.

## Publications (sélection)
- Jon Louis Bentley, Dorothea Haken et James B. Saxe, « A general method for solving divide-and-conquer recurrences », ACM SIGACT News, vol. 12, no 3,‎ 1980, p. 36–44 (DOI 10.1145/1008861.1008865)
- Dorothea Blostein et Narendra Ahuja, « Shape from texture: integrating texture-element extraction and surface estimation », IEEE Transactions on Pattern Analysis and Machine Intelligence, vol. 11, no 12,‎ 1989, p. 1233–1251 (DOI 10.1109/34.41363)
- Dorothea Blostein, Hoda Fahmy et Ann Grbavec, « Issues in the practical use of graph rewriting », dans J. Cuny, H. Ehrig,  G. Engels,  G. Rozenberg (éditeurs), Graph Grammars and Their Application to Computer Science, Berlin, Springer (no 1073), 1996 (ISBN 978-3-540-68388-9, DOI 10.1007/3-540-61228-9_78), p. 38–55
- Richard Zanibbi, Dorothea Blostein et James R. Cordy, « Recognizing mathematical expressions using tree transformation », IEEE Transactions on Pattern Analysis and Machine Intelligence, vol. 24, no 11,‎ 2002, p. 1455–1467 (DOI 10.1109/TPAMI.2002.1046157)